# Ukrajinské národní sjednocení
Ukrajinské národní sjednocení (UNS, tschechisch), Українське національне об'єднання (УНО, ukrainisch) (deutsch Ukrainische Nationale Union, UNO) war 1939 die einzige Partei der Karpatenukraine, die in der Regel als profaschistisch eingeschätzt wird.
Nach der Bildung einer autonomen Regierung unter Awgustyn Woloschyn im Oktober 1938 und der Umbenennung des Landes von Karpatenrussland in Karpatenukraine am 17. November wurden die politischen Parteien verboten. Am 13. Januar 1939 wurde die UNO/UNS als einzige zugelassene Partei neu gegründet. In diese Einheitspartei wurden auch die Vertreter derjenigen nationalen Minderheiten integriert, die eine Trennung der Karpatenukraine von der Tschechoslowakei unterstützen.
Auch die Deutsche Partei (die nationalsozialistische Partei in der Tschechoslowakei) unterstützte die UNO/UNS und stellte mit Anton Ernst Oldofredi einen Abgeordneten, der auf der Liste der UNO/UNS gewählt wurde.
Als einzige Wahlliste erhielt die UNO/UNS alle Sitze im Soim, dem Parlament der Karpatenukraine bei der einzigen Wahl am 12. Februar 1939, in der die Partei 93 Prozent der Stimmen erhielt. Mit der Besetzung der Karpatenukraine durch Ungarn endete im März 1939 die Betätigung der UNO/UNS.